# Genndy Tartakovsky
Genndy Tartakovsky (* 17. ledna 1970 Moskva) je rusko-americký animátor, filmový režisér, scenárista a producent. Z rodného Ruska odešel s rodinou nejprve do Itálie a později, když mu bylo sedm, do Spojených států amerických. Animaci studoval na Kalifornském uměleckém institutu. Je tvůrcem televizního seriálu Samuraj Jack (od 2001). Roku 2012 režíroval celovečerní film Hotel Transylvánie, na který následně navázaly snímky Hotel Transylvánie 2 (2015) a Hotel Transylvánie 3: Příšerózní dovolená (2018).